# Cristo del Perdón (Soria)
El Cristo del Perdón es una obra del escultor portugués avecindado en Madrid Manuel Pereira. Fue realizada en 1655 y representa a Jesucristo en la cruz con la mirada implorante al cielo. 
Fue el titular de la Escuela de Cristo de Soria, institución fundada por el Obispo de Osma Juan de Palafox y Mendoza, cuya capilla y sede se encontraba en la Iglesia de San Juan de Rabanera. 

## Historia
En la Iglesia de San Juan de Rabanera, Juan de Palafox y Mendoza fundó la llamada “Escuela de Cristo”, conservándose el Libro Fundacional firmado por él mismo y las actas siguientes de las reuniones y hechos surgidos en esta fundación, en las que participaba el Venerable, o le eran presentadas las Actas para que las firmara. Para ello dotó esta capilla, abierta en el hastial norte del transepto románico. 
Mediante un arco de medio punto, se accedía a este espacio, de planta cuadrada, marcada con cuatro arcos torales que sostenían una cúpula semiesférica con cimborrio. Tenía, para el servicio de la capilla, sacristía propia. En el altar mayor se colocó el Santísimo Cristo del Perdón, crucificado, realizado por Manuel Pereira en 1655. Esta obra fue donada y enviada desde Madrid por don Juan García del Pozo, 
Comisario del Santo Oficio y Criado de Su Majestad que conocía muy bien la persona de Pereira.
La capilla barroca de la Escuela de Cristo desapareció durante las obras de restauración realizadas en 1958 en las que se eliminaron las construcciones añadidas como las sacristías y esta capilla, para recuperar su pureza románica. Era el único monumento que conservaba la Ciudad de Soria del santo Obispo de Osma. En la actualidad la capilla pervive en el brazo norte del crucero, sobre cuyo reconstruido hastial se colocó el retablo-marco barroco que acoge el Santísimo Cristo del Perdón.

## Descripción
Se trata de una imagen de madera policromada. Iconográficamente representa a Jesucristo en la cruz, con la mirada levantada hacia el cielo pudiendo identificarse con el momento en el que pronuncia la palabra primera: "Padre, perdónalos, porque no saben lo que hacen".
El Cristo es de una elegante arrogancia, lleno de tensión barroca, presentando el típico adelgazamiento de los cristos de Pereira. Eleva su mirada hacia lo alto y está clavado en cruz de maderos torsos, con rótulo escrito en tres lenguas. Tiene la boca entreabierta, rictus de dolor, modelado blando y exquisito y una policromía que no insiste en lo cruento. Los clavos que sujetan las manos están alejados del madero vertical, por lo que tiene los brazos bastante abiertos y la cadera izquierda se desplaza, al cargar el peso sobre el pie izquierdo para elevar la cabeza.